# Dimetilamina
La 'dimetilamina' o 'N-metilmetanamina', es un gas incoloro, inflamable, con olor a amoníaco. Es una amina secundaria, que consta de un átomo de nitrógeno con dos sustituyentes metilo y un protón. Se usa generalmente en disoluciones acuosas aproximadamente al 40%.

## Química
La dimetilamina es una amina secundaria. La molécula consiste en un átomo de nitrógeno con dos sustituyentes metilo y un protón. La dimetilamina es una base y la fórmula de su sal de amonio CH3-NH2+-CH3 10,73, un valor intermedio entre la metilamina (10,64) y la trimetilamina (9,79). La dimetilamina reacciona con ácidos para dar sales. El clorhidrato de dimetilamina es un sólido blanco inodoro con un punto de fusión de 171,5 °C. La dimetilamina se produce por la reacción catalizada de metanol con amoníaco a altas temperaturas.

## Bioquímica
La cucaracha Blattella germanica utiliza la dimetilamina como una feromona para la comunicación.
La dimetilamina experimenta una nitrosación en pH débilmente ácido para dar dimetilnitrosamina. Este cancerígeno químico ha sido detectado y cuantificado en muestras de orina humana puede surgir de la nitrosación de la dimetilamina por óxidos de nitrógeno presentes en la lluvia ácida de países con altos niveles de industria.

## Usos
La dimetilamina es usada como agente depilador en bronceados, en tintes, aceleradores de gomas, en jabones, componentes de limpieza y como fungicida agrícola. En la industria la dimetilamina es transformada en dimetilformamida y en óxido de laurildimetilamina. También es materia prima para la fabricación de fármacos como la difenhidramina.